# Liatongus vertagus
Liatongus vertagus är en skalbaggsart som beskrevs av Fabricius 1798. Liatongus vertagus ingår i släktet Liatongus och familjen bladhorningar. Inga underarter finns listade i Catalogue of Life.